# Malcolm Madera
Malcolm Madera ist ein US-amerikanischer Schauspieler.

## Leben
Madera spielte in mehreren Kurzfilmen am Anfang seiner Karriere mit, eine seiner ersten Rollen war eine Nebenrolle in der Fernsehserie Boardwalk Empire. Bekannt wurde er durch die Rolle des Eric Rawlings bzw. Augustus Underwood in der Serie House of Cards.
Madera tritt auch als Theaterschauspieler auf. So spielte er unter anderem 2014 die Rolle des Mike in der Uraufführung von Kimber Lees Familiendrama different words for the same thing am Kirk Douglas Theatre in Culver City und die des Frank in Jessica Goldbergs Better am Atwater Village Theatre in Los Angeles. 2015 stellte er die Figur Paul in Mark Roberts’ Komödie New Country am Cherry Lane Theatre in New York dar.

## Filmografie
- 2008: Army of the Dead – Der Fluch der Anasazi
- 2008: Leave Me Behind
- 2009: Circledrawers
- 2009: Romeo & Juliet vs. The Living Dead
- 2012: Boardwalk Empire
- 2013: My Brother Jack
- 2014: Taxi Brooklyn
- 2017: The Lears
- 2014–2017: House of Cards
- 2018: Dead Men – Das Gold der Apachen
- 2019: L.V.J.
- 2019: Women Is Losers
- 2019: Village by the Sea
- 2019: Soiled Doves